# Juillet 1829

## Événements
- 9 juillet : le père Jean-Philippe Roothaan est élu Supérieur général de la Compagnie de Jésus (fin en 1853).

- 18 juillet, France : Honoré de Balzac rédige la Maison du chat-qui-pelote à Maffliers, non loin de la demeure des Talleyrand-Périgord où séjourne la duchesse de Castries.

- 21 juillet : premier numéro de The Providence Journal, le plus ancien journal quotidien des États-Unis.

## Naissances
- 16 juillet : Frédéric Alphonse Musculus (mort en 1888), chimiste français.
- 26 juillet : Auguste Beernaert, homme politique belge († 6 octobre 1912).

## Décès
- 23 juillet : Wojciech Bogusławski, acteur et dramaturge polonais (° 9 avril 1757).